# Megachile nigeriensis
Megachile nigeriensis är en biart som beskrevs av Cockerell 1937. Megachile nigeriensis ingår i släktet tapetserarbin, och familjen buksamlarbin. Inga underarter finns listade i Catalogue of Life.